# 贺闷渡口
24°00′28″N 97°53′17″E / 24.00785°N 97.88795°E
贺闷渡口，是中华人民共和国云南省德宏州瑞丽市市区东南的贺闷的一个中缅边境渡口，通跨瑞丽江。

## 特点
贺闷渡口位于瑞丽市区东南的瑞丽江上，最初为竹筏摆渡。1986年底修建三级公路连接，1997年改为机动船轮渡。是中国云南瑞丽贺闷至缅甸多来寨的水上通道。随着姐告口岸和畹町口岸的兴起，贺闷渡口逐渐丧失功能。2020年2月28日，瑞丽市人民政府颁布公告，对渡口渡船进行整改，依法收缴贺闷渡口的非法渡船。